# Сейфуллаев, Беюкага Нусрат оглы
Беюкага Нусрат оглы Сейфуллаев (азерб. Böyükağa Nüsrət oğlu Seyfullayev; 16 января 1927, Ленкоранский уезд — ?) — советский азербайджанский табаковод, Герой Социалистического Труда (1949).

## Биография
Родился 16 января 1927 года в селе Мусакуча Ленкоранского уезда Азербайджанской ССР (ныне село в Масаллинском районе Азербайджана).
В 1947—1980 годах — колхозник, звеньевой колхоза имени Чапаева Масаллинского района, помощник бурильщика, буровой мастер Управления буровых разведочных работ, село Джарлы Кюрдамирского района. В 1948 году получил урожай табака «Трапезонд» 25,2 центнеров с гектара на площади 3 гектаровю
Указом Президиума Верховного Совета СССР от 1 июля 1949 года за получение в 1948 году высоких урожаев табака Сейфуллаеву Беюкаге Нусрат оглы/кызы присвоено звание Героя Социалистического Труда с вручением ордена Ленина и золотой медали «Серп и Молот».
Активно участвовал в общественной жизни Азербайджана. Член КПСС с 1959 года.
С 1980 года — пенсионер союзного значения.